# Ilie Văduva
Pour les articles homonymes, voir Vaduva.
Ilie Văduva, né le 21 juillet 1934 à Aninoasa et mort en 1998 à Bucarest, est un homme politique roumain.

## Biographie
Il est ministre des Affaires étrangères de la Roumanie du 11 novembre 1985 au 26 août 1986 dans le gouvernement Dăscălescu II.